# Літунський полк УГА

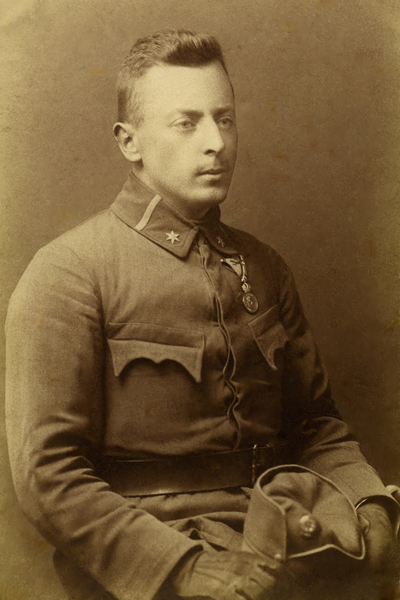
Організатор полку сотник Петро Франко

Літунський полк УГА — авіаційне формування у складі Української Галицької Армії.

## Заснування
Основу для летунства створив 3-й Одеський авіаційний дивізіон, який формувався в Одесі за часів Гетьманату. За сприяння відомого одеського діяча І. Луценка і за дозволом гетьмана Павла Скоропадського цей дивізіон перелетів з літаками і льотчиками до Шатави і звідти до Красного, де вже сотник Петро Франко і поручник Василь Томенко формували летунський відділ. Дивізіон мав 6 літаків, в тому числі новий мисливський літак «Нюпор» та 5 старих розвідувальних літаків.
Так постав у Красному Летунський відділ УГА, який розвинувся пізніше у летунський полк. При допомозі висококваліфікованих пілотів колишньої російської армії організовано авіаційний полк (перший командант полковник Борис Губер загинув 5 лютого 1919 під час навчання зі старшинами від вибуху бомби, згодом полковник Джамбулат Кануков), що складався з 3 авіаційних сотень, авіашколи, технічної сотні і сотні обслуги; стан у квітні 1919: 35 старшин і 300 вояків.
У авіації служили також кадрові старшини австрійської армії: Франц Рудорфер, Едвард Бернгубер, Альберт-Фелікс Шепарович та інші.
Організація полку стала можливою завдяки тому, що Армія УНР передала Галицькій армії 80 літаків з бази в Проскурові, їх перевезено на летунську базу біля залізничної станції Красне. Не всі літаки були в доброму стані, але з більш-менш справних створено на місце існуючого Летунського Відділу Летунський полк, який крім летунської бази в Красному мав мати до 6 бойових сотень, по 8 літаків у сотні в першій лінії і 8 у резерві, але до травневого польського наступу були створені тільки 3.
До квітня 1919 українська авіація мала перевагу над польською, проте згодом її отримала саме польська авіація (150 літаків проти 40 українських) і добровільна американська ескадра. І хоча на той час літаки були мало розвиненими, дерев'яними, часто розбивались, вибухали, проте сам факт їхнього існування в УГА лише підтверджує те, що Українська Галицька Армія — є дійсно сильна, організована армія.

От як про початки летунства згадує Петро Франко:
"… я негайно предложив Начальній Команді, полковникові Стефановому, що зорганізую відділ літаків. Гадка подобалася, і я одержав відповідний приказ.
Я в першу чергу оглянув усі летунські майдани, які нам могли би придатися. Майдани по австрійській армії були в Рогатині, Стрию, Тернополі, Станиславові та Краснім. Найкраще представлявся майдан у Краснім. Зі всіх закутків Галичини прийшлося звозити летунський матеріал: колеса, двигуни, моделі. Я це все вишукував по площах, вагонах, магазинах та відсилав до Красного. Там були чудовий летунський майдан, знамениті гангари на літаки, бараки для старшин та стрільців і багаті варстати, в яких були добірні станки для точення, стругання, кування, відливання і т. д."

## Бойовий шлях
У повітряних боях українські летуни збили 16 польських літаків, з них 9 перемог було на рахунку летунського сотника УГА Сергія Євського.
Під час першого відступу до Збруча полк передислокувався в с. Звиняч поблизу Чорткова, після переходу УГА через Збруч — у с. Макову під Кам'янцем-Подільським, згодом — до Шатави (поблизу Нової Ушиці), відтак — до Вінниці. Під час відступу УГА з-під Києва полк перебував у Могилеві, пізніше — в Одесі, а після з'єднання з більшовиками — у Бердичеві і Козятині, де частину полку захопило польське військо.

## Технічний і особовий склад Першої сотні

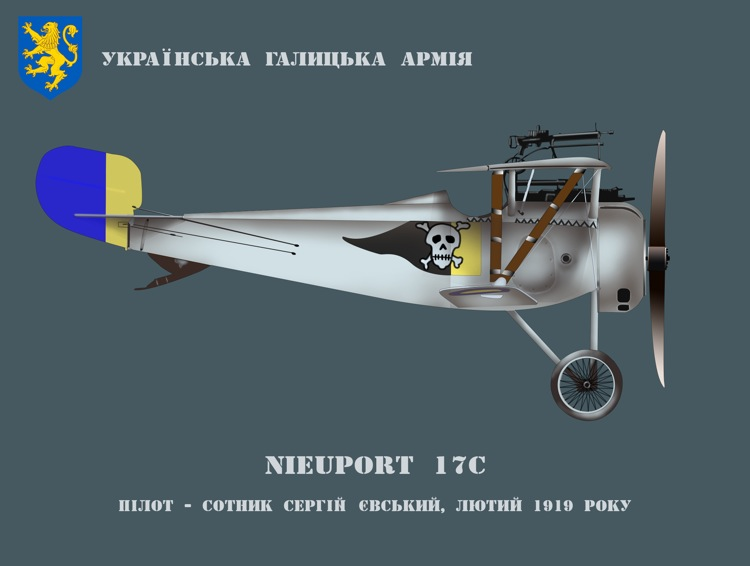
Nieuport 17c УГА

В часі формування Перша летунська сотня мала осідок в Дулібах, була під командою поручника-летуна австрійської армії Хруща. В ній переважали летуни австро-угорської армії, з російської армії були два знамениті летуни- сотник Федір Алелюхін, четар Микола Сєриків, певний час у сотні перебував сотник Василь Євський (Василєвський) — «ас» українського галицького летунства — здобув над польськими летунами 9 повітряних перемог. Перша летунська сотня мала 12 літаків: 2 «Нюпори», 1 «Фоккер», бомбовці: 4 німецькі типу ЛВҐ й розвідчі 3, типу ДВФ, крім цього два австрійські «Бранденбурґи».